# دبليو 29 (قنبلة نووية)
دبليو 29 هو التسمية التشغيلية لـ تي اكس 29 والتي كانت تطوير لنسخة مارك 15 وتم اقتراحها لصواريخ قذيفة موجهة. تم إنهاء تي اكس 29 في منتصف عام 1955م لصالح تطوير دبليو 39.

## التصميم
هذا الرأس الحربي لم يتم اختباره؛ فإن إنتاجه غير معروف ومع ذلك من المعروف أن الرأس الحربي كان سيبلغ 52 أو 35 عرضا بقطر 145 بوصة وكان وزنه 3500 رطل.